# Bebelis mexicana
Bebelis mexicana là một loài bọ cánh cứng trong họ Cerambycidae.